# Lagoa da Confusão
Lagoa da Confusão est une municipalité brésilienne située dans l'État du Tocantins.